# 石掌玉皇庙
35°43′33″N 113°20′17″E / 35.72583°N 113.33806°E
石掌玉皇庙位于中国山西省陵川县潞城镇石掌村，2006年被列为第六批全国重点文物保护单位。
石掌玉皇庙始建年代不详，现存山门、正殿、东西配殿、耳房、配房等建筑，其中正殿为金代遗构，余为明清建筑。正殿面阔三间，进深六椽，单檐歇山顶，前檐设廊，殿内梁架结构为四椽栿对前乳栿用三柱。